# 심리항 (신안군)
심리항은 전라남도 신안군 흑산면 심리, 흑산도 섬에 있는 어항이다. 1972년 3월 7일 지방어항으로 지정하여 관리하고 있다. 시설관리자는 신안군수이다.

## 어항 주변
- 목포 서쪽 약 90 km 떨어져 잇는 흑산도의 남부에 위치한 심리항은 풍부한 수산자원을 가지고 있다.
- 속리산의 말티고개 보다 더 굴곡이 심한 S자형 고갯길을 감돌아 올라서 ‘흑산도아가씨 노래비‘가 있는 상라봉을 넘으면 아슬아슬한 급경사면을 따라 이어진 해안도로 주변으로 흑산도의 숨겨진 절경이 펼쳐진다.
- 촛대바위는 기묘한 형상으로 유명한데 바위사이에 솟은 바위가 마치 촛대 같다고 해서 물려진 이름이다. 밀려온 파도가 촛대바위에 부딪히는 모습이 장관을 이루는 것으로 유명하다.
- 바다 수면에 바윗돌로 만들어진 대문인데 해초선이 드나들며 낚시대를 드리우고 석주에 앉아있는 강태공의 모습은 자연과 잘 어울리는 너무 좋은 풍경이다. 모양새가 코끼리와 같다고 하여 코끼리 바위라고도 불리며 구멍바위라고도 한다.

## 어항 구역
본 항의 어항구역은 다음과 같다.
- 방파제 시점에서 서쪽으로 200m 떨어진 지점에서 남쪽으로 500m 떨어진 암반 돌출부를 있는 선내의 수역

## 어항 시설
- 방파제 87m, 선착장 63m

## 개발 계획
2005년 12월 13일 고시된 심리항 개발계획(공사비 65.6억원)은 다음과 같다.
- 방파제(경사식+직립식): 100m
- 물양장(콘크리트블록식 기존물양장 확폭): 80m
- 준설(박지준설): 2,661.5m2
- 미리나시설(장래계획): 1식
- 수용어선: 24척

## 주요 어종
- 돔, 전복, 우럭, 멸치